# Givira clathrata
Givira clathrata is een vlinder uit de familie van de Houtboorders (Cossidae). De wetenschappelijke naam van de soort is voor het eerst gepubliceerd in 1910 door Paul Dognin.
De soort komt voor in Frans-Guyana.